# Карасу (Тарбагатайский район)
Карасу (каз. Қарасу) — село в Тарбагатайском районе Восточно-Казахстанской области Казахстана. Административный центр Карасуского сельского округа. Код КАТО — 635847100.

## Население
В 1999 году население села составляло 1644 человека (823 мужчины и 821 женщина). По данным переписи 2009 года, в селе проживал 951 человек (495 мужчин и 456 женщин).